# Lily Somers
Lily Somers is een personage uit de soap Thuis dat gespeeld werd door Monika Dumon van 2002 tot 2005 en in 2006.

## Fictieve biografie
Het personage Lily komt voor het eerst voor in de serie op de school waar Martine Lefever werkt. Lily en Martine worden goede vrienden met elkaar. Wanneer er echter een serieverkrachter op school blijkt rond te lopen, begint de vriendschap te verwateren. Ze krijgen ruzie met elkaar, ook omdat zij beiden verliefd worden op Arno Andrea, een andere leraar van school. Wanneer de serieverkrachter wordt opgepakt en Arno beslist te vertrekken, worden Martine en Lily weer vriendinnen.